# Carlo Pometta
Carlo Pometta (* 13. Juni 1896 in Giornico; † 29. Dezember 1979 in Lausanne, heimatberechtigt in Broglio) war ein Schweizer Richter.

## Leben
Pometta wuchs in Giornico als Sohn eines Landarztes und späteren Direktors des Oberwallisers Kreisspitals auf. Nachdem die Familie nach Brig umgezogen war, besuchte er das Kollegium Rosmini in Domodossola, sowie das Gymnasium in Lugano. Anschliessend studierte Pometta Rechtswissenschaft an der Universität Bern, wobei er im Jahre 1919 promovierte. Zunächst arbeitete er als Anwalt in Lugano, ab dem Jahre 1923 in Genf.
Ab 1929 arbeitete er als Sekretär am Bundesgericht in Lausanne und war dann von 1939 bis 1966 als hauptberuflicher Richter tätig. Von 1959 bis 1960 war er Bundesgerichtspräsident. Pometta hatte Einsitz in diversen eidgenössischen Kommissionen, wie unter anderem ab 1954 in der Getreidekommission.